# Giovinezza
Giovinezza (italsky Mládí) byla oficiální hymna italské Národní fašistické strany mezi lety 1924 až 1943.

## Text
Italský text
Salve o popolo d'eroi
Salve o patria immortale
Son rinati i figli tuoi
Con la fe' nell'ideale
Il valor dei tuoi guerrieri,
La virtù dei pionieri
La vision dell'Alighieri
Oggi brilla in tutti i cuor
Giovinezza, Giovinezza,
Primavera di bellezza
Della vita nell'asprezza
Il tuo canto squilla e va!
E per Benito Mussolini,
Eja eja alalà
E per la nostra Patria bella,
Eja eja alalà
Dell'Italia nei confini
Son rifatti gli italiani;
Li ha rifatti Mussolini
Per la guerra di domani
Per la gloria del lavoro
Per la pace e per l'alloro,
Per la gogna di coloro
Che la patria rinnegan
I Poeti e gli artigiani
I signori e i contadini
Con orgoglio d'italiani
Giuran fede a Mussolini.
Non v'è povero quartiere
Che non mandi le sue schiere
Che non spieghi le bandiere
Del fascismo redentor.
Český překlad
Zdrávas, národe hrdinský,
zdrávas, vlasti nesmrtelná!
Tvé děti jsou zas zrozeny
s vírou v mocné ideály!
Odvaha tvých bojovníků,
ctnostný um všech průkopníků,
s vizí, již měl Alighieri
září nám dnes v srdcích všech!
Vpřed jdi, mládí; vpřed jdi, mládí,
v rozbřesku své krásy, slávy
Do těžkých chvil v našem žití
tvoje píseň hrdě zní!
A Benito Mussolini –
sláva mu, věčná sláva!
A té naší krásné vlasti –
sláva, sláva vítězná!
Širší dnes vlasti hranice,
širší Italů jsou srdce,
Mussolini vybavil je
pro válku o příští chvíle,
pro nesmírnou slávu práce,
pro mír a žeň vavřínů,
pro potupu všechněch z kruhů
kteréž vlast jen hanobí
Básník i mistr kovadliny,
páni i dělní čeledíni –
v šiku hrdém všech Italů
důvěru má Mussolini.
Žádné čtvrti ani v hloží,
která ruku nepřiloží,
která svorně nerozvine
spásný prapor fašismu.